# Élections législatives nauruanes de 2025
Des élections législatives doivent avoir lieu à Nauru vers octobre 2025 afin d'élire pour trois ans l'ensemble des dix-neuf députés du Parlement. Le parlement ainsi renouvelé doit à son tour élire le président de la République.

## Système électoral
Le Parlement de Nauru est composé de 19 sièges pourvus pour trois ans selon une version modifiée du vote préférentiel appelé méthode Borda et connue à Nauru sous le nom de « système Dowdall ». L'électeur classe l'ensemble des candidats dans sa circonscription par ordre de préférence. Le candidat qu'il classe premier reçoit une voix pleine ; celui qu'il classe second reçoit une demi-voix (0,5 voix) ; celui qu'il classe troisième reçoit un tiers de voix (0,33 voix), et ainsi de suite. Les circonscriptions étant plurinominales, plusieurs sièges y sont à pourvoir : les candidats ayant obtenus le plus de voix cumulées sont élus à hauteur du nombre de sièges dans la circonscription,.
L'électeur doit indiquer un ordre de préférence pour tous les candidats dans sa circonscription. Les bulletins de votes sur lesquels un ordre de préférence n'est pas assigné à chaque candidat sont invalides.
Le nombre de circonscriptions n'est pas fixé par la Constitution, mais s'élève actuellement à huit. Sur ce total, six élisent chacune deux députés ; la circonscription de Meneng en élit trois et celle d'Ubenide en élit quatre, les sièges étant attribués en fonction de leur population.
Il n'y a pas de partis politiques à Nauru, les députés s'associant néanmoins pour former une majorité et une opposition. Le droit de vote est ouvert à tous les citoyens âgés d'au moins 20 ans. Voter est obligatoire – tout comme en Australie, l'ancienne puissance coloniale. La non-participation est punie en principe par une amende de 6 A$.
Le nouveau Parlement doit élire un président du Parlement parmi ses membres, puis un président de la République, également parmi ses membres. Le président de la République nomme alors des députés aux divers postes de ministres. Le président de la République, à la fois chef de l'État et du gouvernement, conserve son siège de député ; il en va de même pour ses ministres. Le président de la République ne demeure en poste qu'aussi longtemps qu'il conserve la confiance d'une majorité des députés.

## Éligibilité
Un amendement constitutionnel en 2022 a privé d'éligibilité les citoyens naturalisées, ainsi que les personnes nées avec la citoyenneté nauruane mais dont aucun parent n'est autochtone.
Par ailleurs, un amendement à la loi électorale en août 2024 oblige les candidats à se déclarer au moins douze mois avant la dissolution du parlement, donc en l'occurence le 27 septembre 2024 au plus tard. Toute tentative de se porter candidat après cette date peut être punie d'une amende de AU$ 5 000 et de deux ans d'emprisonnement. Enfin, toute personne employée dans le service public ou par une entreprise publique et qui se déclare candidate doit immédiatement quitter son emploi. Avant cet amendement, ces personnes devaient quitter leur emploi au moins deux mois avant le scrutin ; elles doivent désormais le quitter plus d'un ans avant le scrutin, et donc trouver un emploi dans le secteur privé ou bien subvenir à leurs besoins d'une autre manière.

## Résultats

### Nationaux
| Faction                   | Faction                          | Voix | %   | Sièges | +/-           |
| ------------------------- | -------------------------------- | ---- | --- | ------ | ------------- |
|                           | Députés de la majorité sortante  |      |     |        |               |
|                           | Députés de l'opposition sortante |      |     |        |               |
|                           | Nouveaux députés                 |      |     |        |               |
|                           |                                  |      |     |        |               |
| Votes valides             |                                  |      |     |        |               |
| Votes blancs et invalides |                                  |      |     |        |               |
| Total                     | Total                            |      | 100 | 19     | en stagnation |
| Abstention                |                                  |      |     |        |               |
| Inscrits / participation  |                                  |      |     |        |               |